# Crisi energetica del 1979

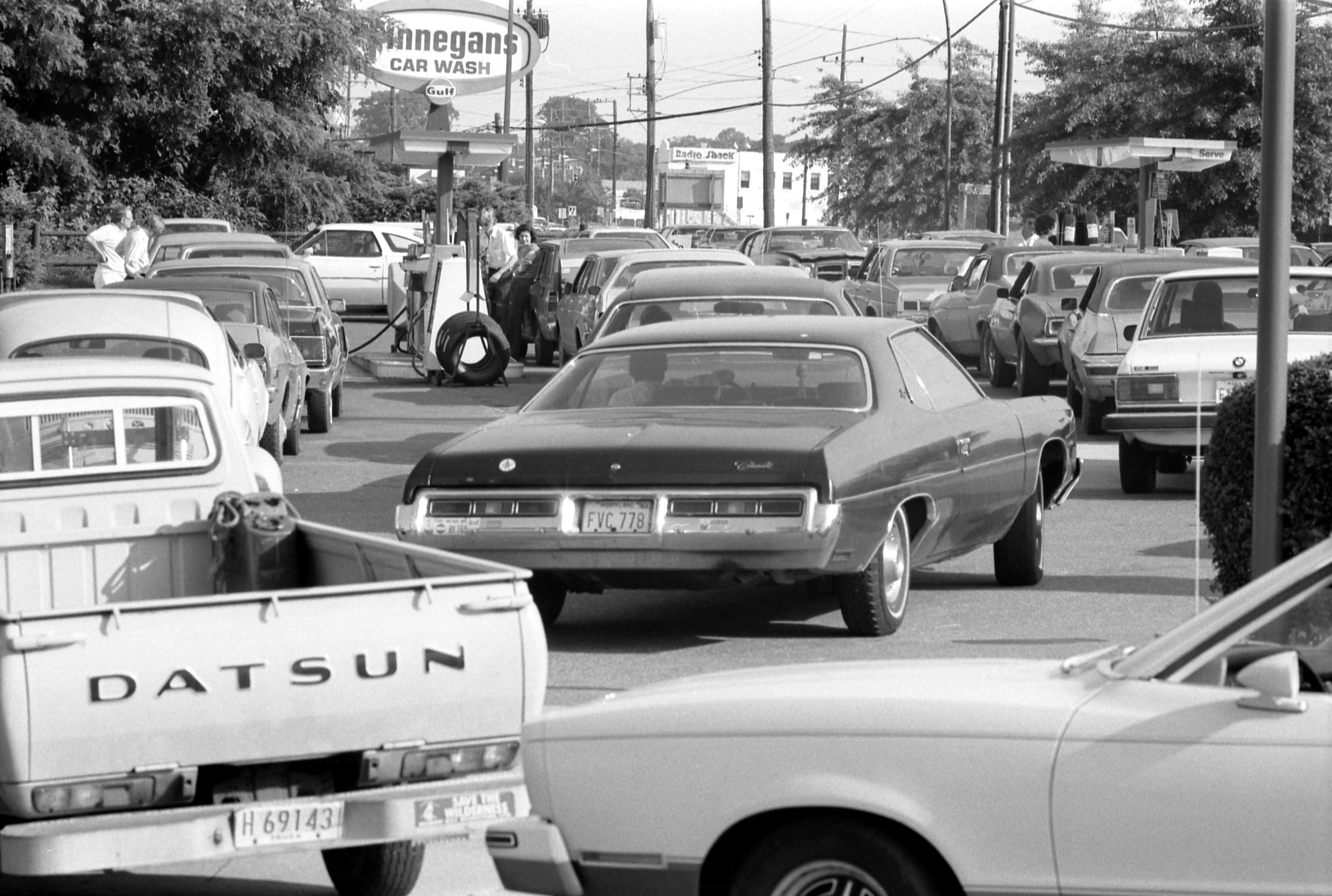
Coda ad una stazione di rifornimento negli Stati Uniti. 15 giugno 1979.

Con il termine di crisi energetica del 1979 (o seconda crisi petrolifera) si intende il brusco rialzo che si verificò nel mercato internazionale del prezzo del petrolio a seguito della rivoluzione iraniana del 1979, che causò gravi effetti sull'apparato produttivo del paese dipendente per il 70% dal petrolio e dai suoi derivati.
Nel secondo dopoguerra l'economia dei Paesi industrializzati era fortemente dipendente dal petrolio, da tempo diventato la più importante fonte di energia per la produzione industriale, la produzione agricola e il sistema dei trasporti.

## Contesto politico ed economico
La prima vera e propria crisi energetica si ebbe nel 1973 a causa dell'improvvisa e inaspettata interruzione del flusso dell'approvvigionamento di petrolio in seguito alla guerra del Kippur. 
Il secondo crollo petrolifero, invece, fu provocato dalla rivoluzione islamica in Iran e dalla guerra tra lo stesso Iran e l'Iraq di Saddam Hussein del 1980. 
In Iran nel 1979 il governo filo-occidentale dello scià Mohammad Reza Pahlavi era stato rovesciato da una rivoluzione che aveva instaurato una teocrazia sciita. L'Iraq invece si reggeva all'epoca su un delicato equilibrio tra la minoranza sunnita, di cui faceva parte il dittatore Saddam Hussein, e la maggioranza sciita. 
Nei primi mesi del 1979, lo scià dell'Iran, Mohammad Reza Pahlavi, si allontanò dal suo paese a seguito del fatto che il settore petrolifero  rimase turbato dalle proteste di massa: la produzione si ridusse enormemente e le esportazioni furono sospese. Una volta riprese le esportazioni, vennero riprese dal nuovo regime: ci fu un aumento della produzione per compensare il declino e si verificò una perdita di produzione globale del 4% circa. Il rialzo fu grave, ma breve: il greggio salì a 80 dollari al barile, equivalenti a circa 100 dollari di oggi (2015), creando gravi difficoltà di approvvigionamento energetico. Seguì un lungo periodo caratterizzato da una lenta crescita della domanda mondiale, un costante aumento dell'offerta e l'ingresso di nuovi fattori non-OPEC sul mercato. Tra i fattori chiave, vi fu la rivoluzione tecnologica che aumentò l'efficienza energetica (e in particolare quella petrolifera) delle economie occidentali:
- riduzione dei costi del greggio;
- possibilità di sfruttamento dei giacimenti un tempo non economici e non raggiungibili;
- effetti sulla geopolitica (i paesi industrializzati scoprono di essere fortemente dipendenti dai paesi arabi a causa del proprio fabbisogno energetico);
- effetti sulla ricerca tecnologica, macchinari più efficienti dal punto di vista energetico e nella ricerca di nuove riserve di petrolio, gas e carbone;[2]
- effetti sulla ricerca scientifica, nuove fonti di energia e le attuali energie alternative (solare, fotovoltaico, eolico, geotermico, idroelettrico, nucleare);[2]

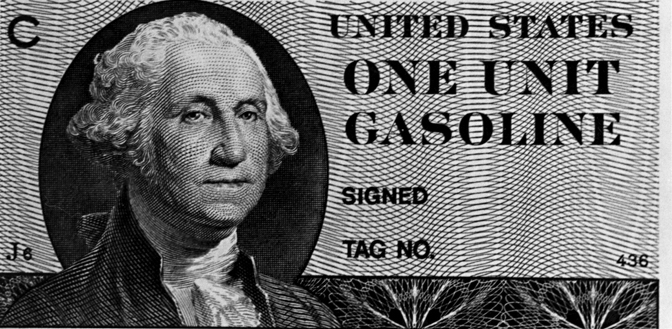
Buoni benzina stampati per uso di emergenza (ma mai utilizzati) durante la crisi energetica del 1979

Le riserve di petrolio erano ben lontane dall'essere garantite: l'embargo imposto dall'Arabia Saudita del 1973 e dagli altri produttori del Medio Oriente, provocò un forte incremento del prezzo della benzina, dell'olio combustibile, del propano e di innumerevoli prodotti chimici.
Sulla costa orientale degli USA, la benzina divenne così difficile da trovare che gli automobilisti passarono ore in lunghe file, attendendo di poter acquistare il rifornimento per pochi giorni.
Nel complesso, tutta l'economia capitalistica avanzata è stata scossa a fondo dalla crisi, rivelando una notevole fragilità e soprattutto la sua pericolosa dipendenza dalle fonti di energia tradizionali e dalle situazioni e dalle svolte politiche dei paesi produttori di petrolio. I problemi del Medio Oriente, quindi, già al centro dell'attenzione mondiale nel decennio precedente, hanno acquistato, dopo la crisi, un'importanza vitale per gli assetti politici ed economici internazionali, spingendo le potenze occidentali a intervenire sempre più massicciamente in quell'area, talvolta contribuendo a mediarne le tensioni, altre volte invece incoraggiando, con interventi economici e con grandi forniture di armi, la conflittualità e le guerre.

## Conseguenze
Improvvisamente i problemi energetici divennero problemi di inflazione e di disoccupazione: l'energia divenne la principale responsabile del deterioramento della crisi economica degli anni settanta.
A tirare sono le esportazioni a fronte di un rallentamento della domanda interna e di una ripresa della domanda mondiale. Il buio delle città, per la seconda volta in dieci anni, dopo la prima crisi del 1973, faceva luce sulla forte dipendenza delle importazioni di petrolio. Serviva un piano energetico di lungo periodo che conferisse all'Occidente una maggiore autonomia energetica. 
Europa occidentale e Stati Uniti iniziarono ad interrogarsi sulle possibili soluzioni e il risparmio energetico fu una delle principali risposte alla crisi. Sarà proprio il risparmio energetico, insieme al picco dello sviluppo del nucleare, a permettere ai Paesi occidentali di scalfire, nella seconda metà degli anni ottanta, il cartello dei Paesi esportatori di petrolio (OPEC) e di far crollare il prezzo del petrolio ai valori confrontabili con quelli della crisi del 1973, quando si assistette ad un aumento definito politicamente, poiché gli emiri arabi, che investivano abitualmente nelle borse occidentali, non furono interessati a cambiamenti dell'economia occidentale.
L'obiettivo dell'Italia era quello di mantenere competitive le esportazioni, ma non come nel 1973-74. Infatti, l'Italia, che nel 1973 aveva deciso di rendere fluttuante la lira, nel 1979 entrò a far parte del sistema monetario europeo, varato l'anno precedente. Dal punto di vista politico e sociale, aveva luogo la radicalizzazione delle lotte sindacali, un'accentuata instabilità dei governi e la recrudescenza del terrorismo. I radicali cambiamenti che interessarono l'Italia in quegli anni trovarono ampio spazio nel dibattito che si svolse tra gli economisti, il quale, per varietà, articolazione e divergenze di vedute, rappresentò uno specchio delle divisioni sociali, politiche, ideali e ideologiche del periodo.

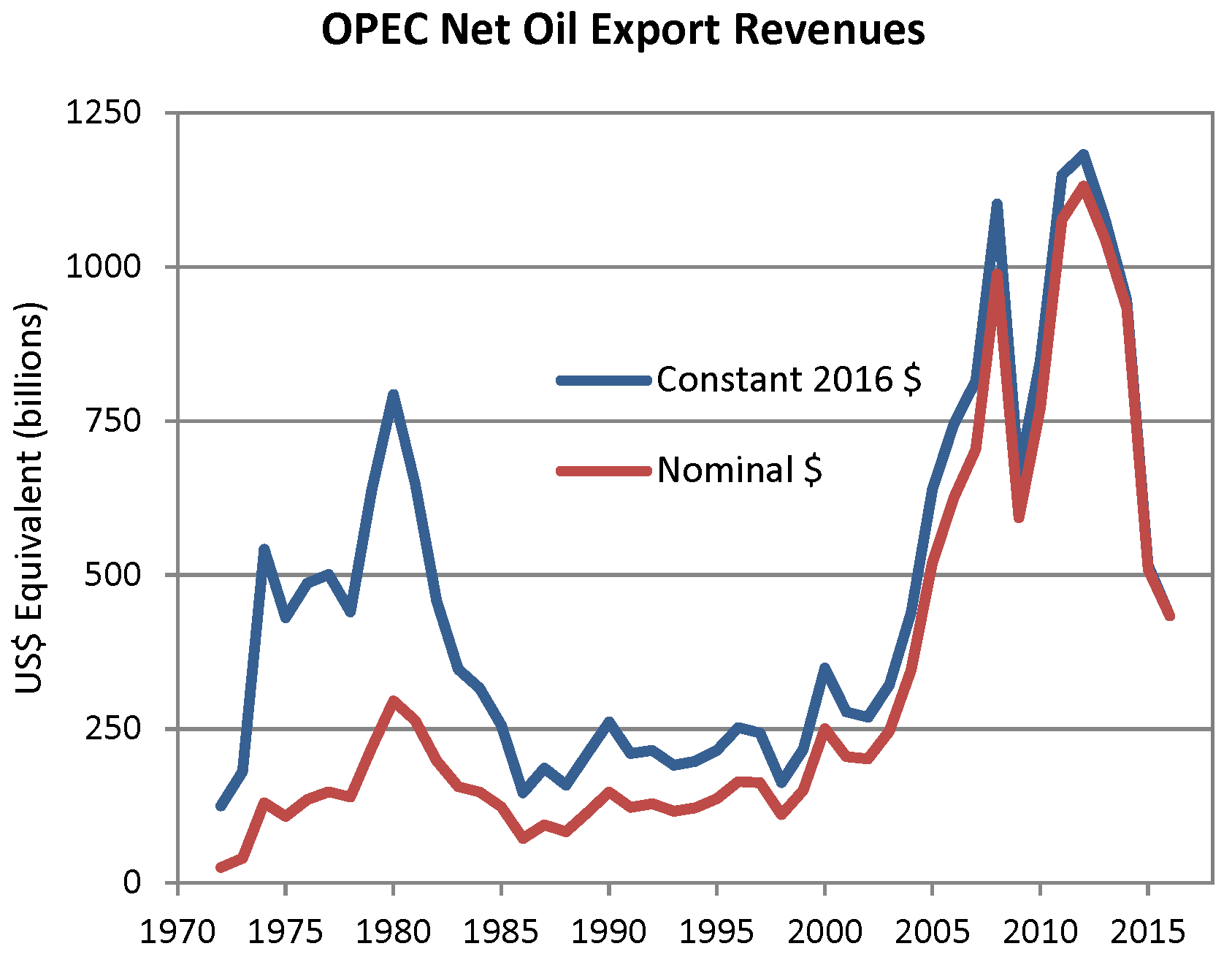
Netti Opec provenienti dalle esportazioni di petrolio dal 1972-2007 *

## Conclusione
La crisi energetica del 1979 si concluse solo all'inizio degli anni ottanta con il tranquillizzarsi dello scenario mediorientale e la messa in produzione di nuovi giacimenti petroliferi scoperti e sviluppati nel territorio di nazioni non appartenenti all'OPEC, individuati soprattutto nel Mare del Nord e in Alaska, e divenuti economicamente sfruttabili a seguito dell'incremento del prezzo del petrolio mediorientale.
In Italia e negli altri paesi furono presi dei provvedimenti legislativi per contenere l'inflazione e la relativa spirale inflattiva, tra cui l'accordo Scotti del gennaio 1983 e la decurtazione di ulteriori 3 punti della scala mobile con il decreto di San Valentino del 14 febbraio 1984 del governo Craxi, di cui seguirà l'anno dopo un tentativo di abrogazione.
Possiamo quindi dire che gli anni Settanta sono trascorsi, per il mondo intero, sotto il segno di una forte crisi economica, la cui mancata soluzione secondo i tradizionali canoni keynesiani incise pesantemente anche sul versante politico. Alla crisi delle illusioni derivanti da un'acritica fiducia nel progresso tecnologico e scientifico, si accompagnò, nel decennio successivo, il crollo di molte di quelle convinzioni politico-ideologiche, ispirate al marxismo, che avevano alimentato i movimenti sorti nel Sessantotto. La crisi economica da un lato e la crisi ideologica dall'altro hanno indotto un fenomeno generalizzato e diffuso, soprattutto a livello giovanile, di diffidenza e di sospetto nei confronti di qualunque visione politico-ideologica generale, di qualunque progetto globale di trasformazione della realtà sociale.
Di pari passo, la crisi economica ha imposto la necessità di ridurre la dipendenza dell'economia occidentale dalle fonti petrolifere mediorientali, attraverso la riduzione dei consumi, la riorganizzazione della produzione industriale, la ricerca di fonti energetiche alternative. Ciò per un verso ha stimolato la proliferazione di centrali nucleari; ma, per altro verso, ha sollecitato un ampio movimento d'opinione che denunzia l'intrinseca debolezza delle società industrializzate e mette in discussione lo stesso concetto di «progresso», quando esso sia inteso come sviluppo lineare e irreversibile attraverso l'industrializzazione avanzata, facendo nel contempo emergere tutti i gravi problemi creati dal violento rapporto uomo-natura e da tutte le trasformazioni e gli inquinamenti ambientali conseguenti a un incauto, e talvolta selvaggio, sfruttamento delle risorse.
(Barry Commoner)